# Джей Ти Би Си
„Джей Ти Би Си“ (JTBC, на корейски: 제이티비씨, Jeitibissi; на английски: Joongang Tongyang Broadcasting Company) е южнокорейска кабелна телевизионна мрежа със седалище в Сеул. Той е стартиран на 1 декември 2011 г.
JTBC е една от четирите нови южнокорейски общонационални кабелни телевизионни мрежи заедно с Channel A, TV Chosun и MBN през 2011 г. Четирите нови мрежи допълват съществуващите конвенционални безплатни телевизионни мрежи като KBS, MBC, SBS и други по-малки канали, стартирани след дерегулация през 1990 г.

## Сериали
- Нещо под дъжда
- Светът на съпрузите
- Силна жена До Бонг-сун